# Континенти, на яких ми живемо
Континенти, на яких ми живемо (рос. Континенты, на которых мы живем) — книжкова серія перекладів науково-популярних праць провідних біогеографів світу, що описують природу і живий світ континентів (частин світу) Землі, які були уперше видані однойменною серією (англ. The Continents we live on) американським видавництвом Рендом-Гауз (англ. Random House) у другій половині 1960-х років. У перекладі на російську 6 томів цієї серії були видані радянським видавництвом «Прогресс» (Москва) впродовж 1976-1982 років. Багато ілюстровані кольоровими і чорно-білими світлинами книги видавались на крейдованому папері в єдиному великому форматі 205×260 мм (оригінальний розмір 301x381 мм), у коленкорвій палітурці чорного кольору з ламінованою кольоровою суперобкладинкою. Вага окремого тому 1200—1300 г. Тираж кожного тому 50 тис. примірників. Видання розраховане як на спеціалістів біологів, так і на широке коло читачів. Загальна редакція і післямова до кожного тому від відомого радянського зоолога Баннікова А. Г.

## Видання
- (рос.) Браун Л. Африка. — М. : Прогресс, 1976. — 288 с. — (Континенты, на которых мы живем) — 50000 прим. — книга про дивовижну природу Африки, що здавна вабить мандрівників, вчених-етнографів, зоологів та інших спеціалістів та звичайних людей. Автор книги, англійський вчений, що майже все життя прожив у Африці. У книзі подані описи усіх великих природних біомів континенту, від пустелі Сахари і саван Серенгеті до пустелі Намібу і плато Карру. Добре описані тварини і рослини, що виступають своєрідними живими візитівками Африки, знайшлось також місце й для рідкісних, таких як антилопа Адда, гірські горили, капустяні пальми, гігантські лобелії та вельвічії[1]. Переклад з англійської на російську здійснено М. А. Богуславською та Л. Л. Ждановою. Brown, Leslie. Africa : a natural history. — N. Y. : Random House, 1970. — 301 с. — (The Continents we live on)

- (рос.) Дорст Ж. Южная и Центральная Америка. — М. : Прогресс, 1977. — 318 с. — (Континенты, на которых мы живем) — 50000 прим. — книга присвячена природі Південної та Центральної Америки. Автор, відомий зоолог, професор біології, достеменно вивчив природу регіону від тропічних островів Вест-Індії до субарктичних островів Вогняної Землі. Інформація викладена цілісно, систематично з науковою достовірністю[1]. Переклад з англійської на російську здійснено М. А. Богуславською та О. І. Фельдманом. Dorst, Jean. South America & Central America : a natural history. — N. Y. : Random House, 1967. — 298 с. — (The Continents we live on)

- (рос.) Сандерсон И. Северная Америка. — М. : Прогресс, 1979. — 304 с. — (Континенты, на которых мы живем) — 50000 прим. — Автор книги, відомий американський вчений-натураліст рік мандрував на автомобілі та пішки північноамериканським континентом. Як результат власної експедиції, ця праця в живих барвистих кольорах розповідає про тундри канадської півночі, пустелі південного-заходу США, узбережжя Мексиканської затоки, вулканічні гори Аляски[1]. Переклад з англійської на російську здійснено Т. І. Кондратьєвою та Г. М. Смахтіною. Sanderson, Ivan T. North America : a natural history. — N. Y. : Random House, 1964. — 299 с. — (The Continents we live on)

- (рос.) Кист А. Австралия и острова Тихого океана. — М. : Прогресс, 1980. — (Континенты, на которых мы живем) — 50000 прим. — багато ілюстроване видання про унікальну й своєрідну природу австралійського континенту, прилеглих великих островів Нову Гвінею та Нову Зеландію, а також про незліченні острови Тихого океану — Океанію[1]. Переклад з англійської на російську здійснено М. А. Богуславською та Л. Л. Ждановою. Keast, Allen. Australia and the Pacific Islands : a natural history. — N. Y. : Random House, 1966. — 298 с. — (The Continents we live on)

- (рос.) Карри-Линдал К. Европа. — М. : Прогресс, 1981. — 334 с. — (Континенты, на которых мы живем) — 50000 прим. — книга присвячена західній частині материка Євразія — Європі. Написана відомим шведським зоологом, що багато років працював експертом ЮНЕП. Автор у своїй праці розгортає широку панораму первозданних природних ландшафтів Європи, лісів, степів, річок, озер, а також клімату, рослинності і тваринного світу. Показана роль людини в перетворенні образу природи, те як антропогенні фактори привели до корінної зміни природних ландшафтів Європи[1]. Переклад з англійської на російську здійснено Т. І. Кондратьєвою та Г. М. Смахтіною. Curry-Lindahl, Kai. Europe : a natural history. — N. Y. : Random House, 1964. — 300 с. — (The Continents we live on)

- (рос.) Пфеффер П. Азия. — М. : Прогресс, 1982. — 316 с. — (Континенты, на которых мы живем) — 50000 прим. — книга завершує переклад серії. Автор книги, відомий французький вчений і мандрівник, кілька років провів в країнах Південної і Південно-Східної Азії. Його книги «Бівуаки на Борнео» і «На островах Дракона» отримали заслужене визнання у читачів. У книзі розгорнута різнобарвна панораму природи Азії від високих широт Арктики до островів Індійського океану. Поданий яскравий опис усіх природних зон, від тундри і тайги Сибіру до Гімалаїв і дощових тропічних лісів Малайського архіпелагу[1]. Переклад з англійської на російську здійснено Т. І. Кондратьєвою і М. А. Богуславською. Pfeffer, Pier. Asia : a natural history. — N. Y. : Random House, 1968. — 300 с. — (The Continents we live on)